# 브르보베츠

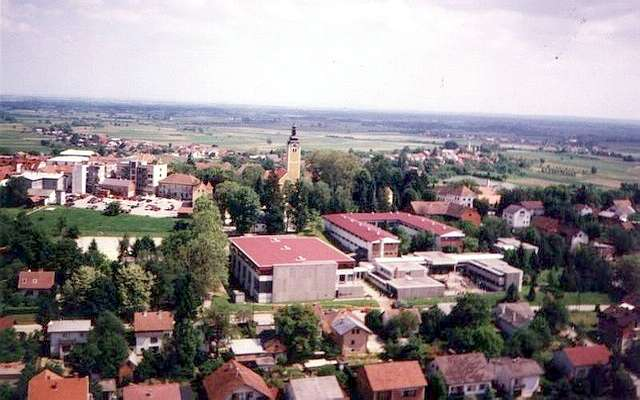
브르보베츠

브르보베츠(크로아티아어: Vrbovec)는 크로아티아 자그레브주에 위치한 도시로 면적은 159.05km2, 높이는 125m, 인구는 15,797명(2011년 기준), 인구 밀도는 99명/km2이다. 크로아티아의 수도인 자그레브에서 북동쪽으로 32km 정도 떨어진 곳에 위치한다.